# Starosiele (Włodawa)
Starosiele – część miasta Włodawa w Polsce położona w województwie lubelskim, w powiecie włodawskim, w gminie miejskiej Włodawa.